# مناوشات بين أفغانستان وباكستان
الاشتباكات بين أفغانستان وباكستان عام 2024 هي سلسلة من المواجهات المسلحة المستمرة التي تشمل غارات جوية عبر الحدود وتبادل إطلاق النار بين أفغانستان وباكستان. يشمل النزاع أيضًا، بشكل منفصل، كلًا من جيش تحرير بلوشستان (BLA) وحركة طالبان الباكستانية. وقعت هذه الاشتباكات في مواقع متعددة على طول الحدود بين أفغانستان وباكستان، بما في ذلك شمال وزيرستان وجنوب وزيرستان ووانا وديرا إسماعيل خان وشانغلا وخوست وباكتيا. كما شُنّت هجمات لاحقة في تربت وغوادر في إقليم بلوشستان على يد جيش تحرير بلوشستان. تشكل الهجمات التي تستهدف الممر الاقتصادي الصيني الباكستاني (CPEC) والقواعد العسكرية الباكستانية التي تستضيف طائرات أمريكية تهديدًا للمصالح الصينية والأمريكية في باكستان. بعد انخفاض التوترات في مارس 2024، تجدد النزاع في ديسمبر 2024 مع غارات جوية باكستانية استهدفت أفغانستان، وتحديدًا في ولاية باكتيكا. شهدت أحداث ديسمبر الجولة الثالثة من الغارات الجوية الباكستانية على الأراضي الأفغانية في أقل من عامين. حيث كانت أولى الغارات الجوية الباكستانية المماثلة على الأراضي الأفغانية في عام 2022، وتلتها غارات أخرى في مارس 2024، بينما وقعت الجولة الثالثة والأحدث من الغارات الجوية الباكستانية على الأراضي الأفغانية في ديسمبر 2024.

## مقدمة
حركة طالبان باكستان (TTP) هي جماعة مسلحة تم تأسيسها في عام 2007 كائتلاف من فصائل سنية إسلامية متشددة متعددة في باكستان. جاءت هذه التشكيلة كرد فعل على العمليات العسكرية ضد إرهابيين تابعين لتنظيم القاعدة في المناطق القبلية الخاضعة للإدارة الفيدرالية (FATA)، وهي منطقة تقع في شمال غرب باكستان.
كانت الحركة بقيادة بيت الله محسود في البداية، وتتمركز بشكل رئيسي على طول الحدود مع أفغانستان. يُقدر عدد أعضائها بما بين 30000 و35000 عضو. تهدف حركة طالبان باكستان إلى الإطاحة بالحكومة الباكستانية المنتخبة لإنشاء إمارة تُحكم وفقًا لتفسيرها للشريعة الإسلامية. لتحقيق هذا الهدف، هاجمت الحركة الجيش الباكستاني واغتالت شخصيات سياسية. وقد تسببت أعمالها العنيفة، بما في ذلك العديد من التفجيرات الانتحارية، في مقتل مئات من أفراد الجيش والشرطة والمدنيين.
كانت الحركة مسؤولة عن بعض أكثر الهجمات تدميرًا في باكستان، فقد استهدفت كنائس ومدارس وشخصيات بارزة مثل ملالا يوسفزاي، التي نجت من محاولة اغتيال في عام 2012 بسبب دفاعها عن تعليم النساء ضد قيود طالبان. بعد سيطرة طالبان على أفغانستان في عام 2021، أصبحت حركة طالبان باكستان أكثر عدوانية، حيث يتمركز قادتها ومقاتلوها في أفغانستان. بعد إنهاء وقف إطلاق النار مع الحكومة الباكستانية في أواخر عام 2022، كثّفت الحركة هجماتها، ما أسفر عن وقوع ضحايا في صفوف الجنود والشرطة الباكستانيين.
في الوقت الذي اتُهمت فيه باكستان بدعم حركة طالبان الأفغانية في الماضي، تكررت الصراعات الحدودية بين أفغانستان وباكستان بعد عودة طالبان إلى السلطة في عام 2021. تتهم الحكومة الباكستانية سلطات طالبان الأفغانية بإيواء متمردي حركة طالبان باكستان الذين يقودون تمردًا متزايدًا.
في 16 مارس 2024، فجّر مسلحون شاحنة مفخخة وأطلقوا النار على جنود باكستانيين عند نقطة تفتيش حدودية. قُتل خمسة جنود باكستانيين في تفجير الشاحنة، وقُتل جنديان آخران في إطلاق النار. ووفقًا للجيش الباكستاني، فقد تم القضاء على ستة مهاجمين، وذكر أن المهاجمين استخدموا أفغانستان كقاعدة لتنفيذ الهجوم. أعلنت جماعة مسلحة تُعرف باسم «جيش فرسان محمد» مسؤوليتها عن الهجوم، ويعتقد المسؤولون الباكستانيون أن أعضاء هذه الجماعة ينتمون إلى حركة طالبان باكستان. نفت الحكومة الأفغانية بقيادة طالبان أن منفذو الهجوم قد انطلقوا من أراضيها. في 17 مارس 2024، تعهد الرئيس الباكستاني آصف علي زرداري برد قوي ضد منفذي الهجوم.

## الغارات الجوية لسلاح الجو الباكستاني
في 18 مارس 2024، ردًا على الهجوم الذي انطلق من أفغانستان، نفذ سلاح الجو الباكستاني غارتين جويتين بناءً على معلومات استخباراتية في ولايتي خوست وباكتيا الحدوديتين في شرق أفغانستان. ذكرت الحكومة الأفغانية أن الغارات الباكستانية أسفرت عن مقتل خمس نساء وثلاثة أطفال. نفت باكستان ذلك، مدعية أنها استهدفت إرهابيين بدلًا من المدنيين، مشيرةً إلى أنها استهدفت جماعة حافظ جول بهادر، وهي جماعة منشقة عن حركة طالبان باكستان. أكدت باكستان أنها قتلت قائدًا بارزًا يُدعى «سهرا» المعروف أيضًا باسم «جنان». كما ادعت مقتل قائد آخر يُدعى عبد الله محسود، إلا أن الأخير نشر لاحقًا مقطع فيديو ينفي مقتله. تبين أيضًا أن منزل محسود كان مستهدفًا، ما أسفر عن مقتل زوجته وطفل صغير. اتهمت باكستان حركة طالبان الباكستانية والجماعات المنشقة عنها بالتسبب في مقتل مئات المدنيين الباكستانيين، وادعت أن هذه الجماعات تستخدم أفغانستان كقاعدة، وتحظى بدعم من داخل حركة طالبان.
ردًا على الغارات الجوية الباكستانية، ذكرت وزارة الدفاع الأفغانية أنها استهدفت عدة مواقع باكستانية عبر الحدود. أسفر قصف بالهاون من الجانب الأفغاني عن إصابة أكثر من أربعة مدنيين وثلاثة أفراد من الجيش الباكستاني في منطقة كورام. كما قُتل قائد باكستاني وأُصيب جنديان آخران بسبب القصف. لم تكشف طالبان عن خسائرها، لكن السكان المحليين الأفغان أفادوا بمقتل جندي من الجيش الأفغاني خلال الاشتباكات.
كما تم الإبلاغ عن مناوشات في المناطق الجبلية المحيطة بمعبر أنغور أده الحدودي في جنوب وزيرستان، لكن لم يتم تسجيل أي إصابات. في المناطق المحيطة بـ «وانا»، وردت تقارير عن سقوط ذخائر مدفعية قرب المخابئ على جانبي الحدود، دون تسجيل أي خسائر بشرية.

## الهجمات اللاحقة
في 20 مارس 2024، شنّ مسلحون انفصاليون ينتمون إلى جيش تحرير بلوشستان (BLA) هجومًا على مجمع ميناء جوادر. فشل الهجوم بسبب الاستجابة السريعة من قبل قوات الأمن الباكستانية. أسفر الاشتباك عن مقتل ثمانية من مسلحي جيش تحرير بلوشستان وجنديين باكستانيين. صرح رئيس وزراء بلوشستان أن مهاجمي جيش تحرير بلوشستان جاؤوا من أفغانستان وحصلوا على ملاذ من الحكومة الأفغانية.
في 22 مارس 2024، قام انتحاري بقيادة مركبته واصطدم بقافلة عسكرية أثناء مرورها عبر منطقة ديرا إسماعيل خان. أسفر هذا الهجوم عن مقتل جنديين باكستانيين وإصابة 15 آخرين. وفي أعقاب الهجوم، تعهدت باكستان بالرد القوي على الإرهاب.
في 25 مارس 2024، هاجمت كتيبة المجيد التابعة لجيش تحرير بلوشستان ثاني أكبر قاعدة بحرية باكستانية، القاعدة البحرية "PNS Siddique" في تربت، والتي تضم طائرات أمريكية وصينية. تمكنت قوات الأمن الباكستانية من إحباط الهجوم. خلال هذا الهجوم، قُتل ستة من مسلحي جيش تحرير بلوشستان على يد قوات فيلق الحدود خارج محيط القاعدة، بينما قُتل جندي باكستاني واحد.
في 26 مارس 2024، في منطقة شانغلا في خيبر بختونخوا، باكستان، قام انتحاري بمهاجمة حافلة كانت تقل خمسة عمال صينيين وسائقهم الباكستاني أثناء توجههم إلى مشروع سد داسو، ما أسفر عن مقتل جميع الركاب. اعتقلت الشرطة الباكستانية أكثر من 12 شخصًا، من بينهم عدد من المواطنين الأفغان. مع ذلك، نفت حكومة طالبان في أفغانستان مرارًا توفير أي ملاذ آمن للمسلحين.

### سبتمبر 2024
في 7 سبتمبر 2024، اندلعت اشتباكات بين حرس الحدود التابعين لطالبان في أفغانستان وقوات الفيلق الحدودي الباكستاني. وقع النزاع في منطقة كورام الحدودية مع ولاية خوست الأفغانية. ووفقًا للتقارير، اندلعت المناوشات عندما حاولت قوات طالبان بناء نقطة أمنية على الجانب الأفغاني من حاجز الحدود بين أفغانستان وباكستان، مما دفع القوات الباكستانية إلى إطلاق النار لإجبارهم على وقف النشاط. أسفرت الاشتباكات العنيفة عن إصابة ما لا يقل عن خمسة جنود باكستانيين، بينهم ضابط، بينما في رد باكستان، قُتل ما لا يقل عن ثمانية من مقاتلي طالبان الأفغان، بينهم قائدان في جيش طالبان، وأُصيب 16 آخرون في الساعات الأولى من يوم 7 سبتمبر. كما دمرت القوات الباكستانية دبابة من طراز تي 62 تعود إلى الحقبة السوفيتية كانت تشغلها طالبان الأفغانية.

### ديسمبر 2024
في 21 ديسمبر، قُتل ما لا يقل عن 16 جنديًا في هجوم نفذته حركة طالبان الباكستانية على نقطة عسكرية في جنوب وزيرستان، كما قُتل ثمانية من المسلحين خلال الاشتباك. في 25 ديسمبر 2024، شن سلاح الجو الباكستاني ضربات جوية دقيقة ردًا على هجوم 21 ديسمبر، مستهدفًا سبعة مواقع عبر أربع قرى في منطقة برمل في ولاية بكتيكا الأفغانية، حيث ادعت باكستان في البداية أنها قتلت ما بين 20 إلى 25 إرهابيًا. شملت القرى المستهدفة قرية لامان ومرغه ومرغ بازار، وتشير التقارير إلى أن قرية مرغ بازار في برمل قد دُمرت بالكامل. استهدفت الضربات الجوية أربعة أهداف ذات أهمية عالية، تضمنت معسكرات إرهابية ومخابئ لقادة رئيسيين. من بين الأهداف التي تم ضربها: مجمع القائد البارز في حركة طالبان الباكستانية شير زمان المعروف بلقب مخلص يار، ومعسكر تجنيد القائد أبو حمزة، ومعسكر تدريب الانتحاريين بقيادة أختر محمد المعروف بلقب «خليل». كانت هذه المعسكرات تُستخدم لتجنيد وتدريب الأطفال الانتحاريين والمسلحين. أما الهدف الرابع الذي استهدفه سلاح الجو الباكستاني فكان مركز عمر ميديا التابع لطالبان الباكستانية، الذي كان يديره قائد الحركة شعيب إقبال المعروف بلقب مُنِيب جات، وكان يُستخدم لنشر الدعاية الرقمية للحركة. أكدت وزارة الدفاع التابعة لطالبان الأفغانية، عبر المتحدث الرسمي باسم النظام ذبيح الله مجاهد، التقارير المتعلقة بالضربات التي نفذتها القوات الباكستانية، لكنه ادعى أن القتلى والجرحى شملوا عددًا من الأطفال والمدنيين. تمثل هذه الضربات ثالث مرة تشن فيها باكستان هجومًا على الأراضي الأفغانية منذ سقوط كابول. تزامنت الضربات الجوية الباكستانية مع ذكرى ميلاد مؤسس باكستان. أفادت الحكومة الأفغانية بمقتل 46 شخصًا وإصابة 6 آخرين، بينهم أطفال، كما تم تأكيد سقوط نساء وأطفال بين الضحايا. استدعت وزارة الخارجية الأفغانية أكبر دبلوماسي باكستاني في كابول لتسليمه احتجاجًا رسميًا، محذرةً من العواقب المحتملة لمثل هذه العمليات العسكرية. في بيان رسمي، قال عنايت الله خوارزمي، المتحدث باسم وزارة الدفاع الأفغانية: «تعتبر أفغانستان هذا العمل الوحشي انتهاكًا صارخًا لجميع المبادئ الدولية وعملًا عدوانيًا واضحًا، ولن تترك الإمارة الإسلامية هذا العمل الجبان دون رد.»
في 26 ديسمبر 2024، تبادلت القوات الأفغانية والباكستانية إطلاق النار على الحدود بين دانداو باتان وكورام، دون ورود تقارير أولية عن وقوع خسائر بشرية أو أضرار من أي من الجانبين. في 27 ديسمبر، تجددت الاشتباكات بين قوات الحدود الأفغانية والباكستانية في دانداو باتان واستمرت لعدة ساعات. أفادت التقارير بأن بعض المنازل المدنية تضررت جراء الصواريخ الباكستانية. في منطقة باجور، قُتل جنديان وأصيب 11 آخرون خلال المناوشات، كما وردت تقارير عن وقوع خسائر كبيرة بين المسلحين.